# 경제예측
경제예측이란 장래의 경제변동을 예견하고 주요 계수(係數)의 예측지를 나타내는 것으로서, 경제계획의 전제가 되는 것이다.

## 경제예측의 구분
경제예측은 예측되는 시기에 따라 단기·중기·장기 3가지로 구분되는데, 이같은 시기에 따른 구분법에는 통일적인 기준이 없고, 예측의 성격상 단기는 1∼3개월에서 6개월 정도, 중기는 앞으로 1년, 즉 다음해의 예측, 장기는 5년 정도의 사전 예측인 것이 일반적이다. 경제예측은 민간기업이 생산·판매계획을 세우기 위하여 개별상품의 수요예측을 하든가 또는 설비투자계획을 수립하기 위하여 경기의 선행(先行)을 예측하는 경우 등에서 볼 수가 있다. 그리고 이러한 경기예측을 개별분야에서 보는 것이 아니라 국민경제의 전반에 걸쳐 좀 더 종합적으로 행하고 있는 것은 정부기관이다.

## 정부의 경제예측
정부의 경제계획에 있어서는 계획의 유효성에서 보아 예측과 실적이 가까운 것이 바람직하지만, 종래의 경험으로 보아 예측과 실적에는 거리가 있게 된다. 특히 국민총생산(GNP)의 구성 항목 중에서 설비투자의 항목이 제일 차이가 많은 것이라고 하겠다. 국민경제의 예측에 있어서 첫째는 장래의 경제규모, 즉 GNP의 크기를 예측하는 것이다. 이것을 공급측에서 본다면 결국 생산증가를 가져오는 생산요소인 노동력과 자본의 예측이 기본이 된다. 국민총생산의 크기는 노동과 자본의 양면에서 다음의 2가지 방법이 취하여진다.
1. 1인당 생산량(고) × 취업지수 = GNP
2. 총자본 존재량(고) × 산출계수 = GNP

(1)식에서 취업자수는 총인구 → 생산연령 인구 → 노동력 인구 → 취업인구라는 관계를 통하여 산출되므로 이 과정에 영향을 주는 제요인을 검토하는 것이 필요하다. 또한 1인당 생산고, 즉 노동의 생산성에 영향을 주는 요인은 자본과 기술인바, (2)식의 자본 산출계수는 1단위의 자본(고정자본)이 어느 정도의 생산량을 산출해 내는가를 나타내는 계수이며, 구체적으로 당해 연도의 GNP를 전년 말의 국민자본의 가치로 나누어 구하게 된다. 이 자본 산출계수의 역수(逆數)는 자본계수(또는 자본·산출량 비율)라고 한다. 따라서 GNP의 장래치를 예측하기 위해서면 산출계수(자본계수) 자체를 규정하는 기술진보와 이 계수치를 높이는 요인과 낮추는 요인의 쌍방에 관하여 검토할 필요가 있다. 이상의 공급측면에서 국민총생산, 즉 GNP를 살폈다면 수요측면에서는 국민총지출(國民總支出)을 구성하는 각기 항목(개인소비지출, 정부재화, 서비스의 경상구입, 정부의 자본형성, 민간설비투자, 개인주택투자, 재고투자, 수출초과)에 관하여 여러 가지 타당한 예측치를 구하는 것이다. 이러한 구성항목 중에 가장 예측이 곤란한 것은 민간설비투자와 재고투자이다.

## 경제예측 방법
경제예측의 구체적인 방법에는 아래와 같은 2가지가 기본 모델이며, 이외에 이것을 보완하는 부분적 방법이 고려된다.
1. 국민경제 계산체제를 이용하는 방법
2. 계량 경제모델(산업 연관분석 포함)에 의한 방법

국민경제 계산체제를 이용하는 방법에는 거시적(巨視的) 관점에서 국민총생산(공급측)과 국민총지출(수요측)을 예측, 양자를 검토하는 동시에, 미시적(微視的)으로 업종별로 집계한 숫자와 거시적 숫자와의 관계도 체크하여 차이가 있으면 그 원인을 추구, 상호조정으로써 최종계수를 확정한다. 둘째 방법인 계량모델에 의한 예측은 경제변동의 기본적 관계를 집한한 방정식 체계에 의하여 예측하는 방법으로, 예를 들면 경제사회 발전계획의 거시적 모델은 22개의 구조 방정식과 30개의 정의식(正義式)을 합한 52개의 연립방정식에서 성립되지만, 오늘날에는 전자계산기에 의하여 해답을 얻는다. 이때 각 방정식의 미지수(未知數) 중에는 국민총생산이나 국민총지출의 구성요소와 같이 국민경제 성장에 따라 상호관련을 갖고 변화하는 요인(즉, 내생변수)과 총인구나 세계무역의 신장률과 같이 국민경제와 성장에 따라 독립하여 변화하는 요인(즉, 외생변수)이 있다. 내생변수 중에는 목표연도에 도달하기 위하여 예상되는 예측치가 포함되어 있는 바, 이것을 목표변수(目標變數)라고 하며, 정책에 따라 변동하는 숫자를 정책변수(政策變數)라고 한다. 이같은 모델에 의한 예측은 모델에 외생변수를 산입, 연립방정식을 풀어 내생변수의 예측치를 구하는 것이지만, 계획모델에서 중요한 것은 정책변수를 시행 착오적으로 조작해감으로써 바라는 목표변수의 1조(組)의 예측치를 산출해내는 것과 같은 '조건부 예측'의 방법이다.

## 계량모델에 의한 예측의 장점
1. 경제계량(經濟計量)의 상호 의존관계를 명확히 하고,숫자의 제합성(齊合性)을 가지며,
2. 정책변수에 정책의욕을 뚜렷이 넣어 그 파급효과의 추측이 가능하고,
3. 물가요인을 내생변수로 하여 계산에 넣을 수 있다는 점 등이다.